# 放射線防護・原子力安全研究所
放射線防護・原子力安全研究所（フランス語：Institut de radioprotection et de sûreté nucléaire、略称：IRSN）は、フランスが2002年に組織した原子力安全と放射線防護を目的とした商工業的公施設法人で、国防、環境、研究および産業および厚生労働大臣の共同監督の下で運営される。原子力安全局と連携してフランス電力の安全性や関係規制当局により発行される文書に基いて、放射線防護・原子力安全研究所は特に事件や潜在的事故の放射線の結果について評価し、市民と民間原子力産業の接点として機能する。本部はオー＝ド＝セーヌ県クラマールに置かれている。
2007年7月には品質マネジメントシステムの全活動がISO 9001を取得する。
2010年2月2日、放射線防護・原子力安全研究所と原子力安全局はフランス国内を対象とした国家ネットワークによる環境放射能測定をインターネット上に公開する。これによりフランス全国の環境放射能に関する情報を一元化する目的を達し、適切に測定方法を強化した結果、全ての専門家や市民は容易にアクセスできるようになった。

## 歴史
2001年に2001年5月9日法の第2001-398号の記事5で放射線防護・原子力安全研究所の創設が文書化され、2002年にデクレによって運営を開始する。2007年にデクレは改正され（2007年4月7日）原子力の安全性向上のため透明性を強化する。2009年には放射線測定装置の近代化を目的とした「監視機器の再配置」によりロワール渓谷、南西部およびローヌ渓谷を含む地域にある機器の更新が進められた。

## 任務
放射線防護・原子力安全研究所は原子力と放射線リスクについてのフランスの公的研究と専門知識を司る専門機関であり、これに関連付けられた科学的および技術的問題について統括する。
- 放射線リスクの対応。
- 専門的または不測の事態による人体への放射線防護、医療。
- 大規模な原子力事故の防止。
- 原子炉、工場、研究所、放射性物質の輸送および放射性廃棄物の安全性。
- 国防用途の原子力分野に対する評価。

このような観点から、原子力安全および放射線に対する人体への影響の防護、放射性物質、設備および悪意に対するリスクに関する公共政策に寄与する。
原子力安全と放射線防護の専門知識を保有する専門機関として、各事業者から提供された資料を評価し、各種関連機関に見解を配信する。見解に加えて研究所も分析して教訓を導き出し、施設運営を通じて専用ウェブサイトを経由して記録する。事故発生時には想定されうる範囲内でリスクを評価し、市民を保護するための措置と環境における放射線の監視を提唱する。

## 組織

### 概要
放射線防護・原子力安全研究所はほぼ1,750人の職員を擁し、統合された電離放射線防護局（OPRI）および防護・原子力安全研究所（IPSN）から多くの専門家、例えば工学者、研究者、医師、農学者、獣医および技師などで構成され、原子力安全、放射線防護および敏感な核物質の管理の専門分野で活動する。
これらの担当者はフランス本国およびポリネシアに12個の出先機関に派遣されており、特に規模の大きなものはフォントネー＝オー＝ローズ、ル・ヴェジネおよびカダラッシュの3箇所に及ぶ。

### 内部組織
2012年1月以来、放射線防護・原子力安全研究所には3つの中核業務と6つの総局が置かれている。
- 3つの中核業務
  - 防衛・保安・核不拡散
  - 核システム・施設安全
  - 放射線防護・環境・廃棄物危機
- 6つの機能局
  - 相互開発戦略局
  - 国際問題局
  - 通信局
  - 人事局
  - 財務局
  - 情報システム・財産・保安局

### 管理
放射線防護・原子力安全研究所の運営は24人の委員（政府代表10人、有資格者6人、選抜された職員8人）の理事会で統制されている。